# أوسكار هوفمان
أوسكار هوفمان (بالألمانية: Oskar Hoffmann)‏ هو سياسي ألماني، ولد في 4 يوليو 1877 في ألمانيا، وتوفي بنفس المكان في 3 فبراير 1953. حزبياً، نشط في حزب الوحدة الاشتراكية الألماني والحزب الشيوعي في ألمانيا والحزب الديمقراطي الاجتماعي الألماني والحزب الديمقراطي الاجتماعي الألماني المستقل ‏. انتخب عضو مجلس الشورى الموحد شمال الراين وستفاليا خلال فترته النيابية ‏.